# Jo Coppens
Jo Coppens (Heusden-Zolder, 21 dicembre 1990) è un calciatore belga, portiere del Sint-Truiden.

## Carriera

### Club
Cresciuto nelle giovanili di Halveweg Zonhoven, Zonhoven, Heusden-Zolder e Genk. È passato poi al Cercle Bruges, per cui ha esordito nella Pro League il 9 maggio 2009: è stato schierato titolare nella vittoria casalinga per 2-1 sul Westerlo.
Nel 2014 è passato agli olandesi del MVV, militanti in Eerste Divisie – secondo livello del campionato locale: ha debuttato con questa casacca l'8 agosto 2014, nella sconfitta per 5-0 subita in casa dell'Almere City.
Nell'estate 2016 ha fatto ritorno in Belgio, per giocare nel Roeselare. È pertanto tornato a calcare i campi da calcio belgi, in Tweede klasse, il 5 agosto 2016: è stato infatti schierato titolare nel 2-2 casalingo contro il Lierse.
Il 6 luglio 2017 è stato ingaggiato dai tedeschi del Carl Zeiss Jena: ha firmato un contratto triennale con il nuovo club. Il 4 novembre 2017 ha disputato la prima partita per la nuova squadra, nella sconfitta per 3-1 patita sul campo dell'Aalen.
Il 20 giugno 2020, il Carl Zeiss Jena ha reso noto la decisione di Coppens di non rinnovare il contratto in scadenza con il club, malgrado la volontà della formazione tedesca di trattenerlo.
Svincolato, il 17 luglio 2020 ha quindi firmato un contratto valido per il successivo anno e mezzo con i norvegesi del Lillestrøm.
Il 27 gennaio 2021, Coppens ha firmato un contratto valido fino al 30 giugno successivo con l'Unterhaching.

### Nazionale
Coppens ha rappresentato il Belgio a livello Under-16, Under-17, Under-18, Under-19 e Under-21.

## Statistiche

### Presenze e reti nei club
Statistiche aggiornate al 2 aprile 2025.
| Stagione               | Squadra                | Campionato             | Campionato | Campionato  | Coppe nazionali | Coppe nazionali | Coppe nazionali | Coppe continentali | Coppe continentali | Coppe continentali | Altre coppe | Altre coppe | Altre coppe | Totale | Totale  | Totale |
| Stagione               | Squadra                | Comp                   | Pres       | Reti        | Comp            | Pres            | Reti            | Comp               | Pres               | Reti               | Comp        | Pres        | Reti        | Pres   | Reti    |        |
| ---------------------- | ---------------------- | ---------------------- | ---------- | ----------- | --------------- | --------------- | --------------- | ------------------ | ------------------ | ------------------ | ----------- | ----------- | ----------- | ------ | ------- | ------ |
| 2008-2009              | Cercle Bruges          | D1                     | 2          | -2          | CB              | 0               | 0               | -                  | -                  | -                  | -           | -           | -           | 2      | 0       |        |
| 2009-2010              | Cercle Bruges          | D1                     | 15         | -23         | CB              | 0               | 0               | -                  | -                  | -                  | -           | -           | -           | 15     | -23     |        |
| 2010-2011              | Cercle Bruges          | D1                     | 2+1        | 0+-2        | CB              | 2               | -1              | UEL                | 0                  | 0                  | -           | -           | -           | 5      | -3      |        |
| 2011-2012              | Cercle Bruges          | D1                     | 8+9        | -10+-17     | CB              | 1               | 0               | -                  | -                  | -                  | -           | -           | -           | 18     | -27     |        |
| 2012-2013              | Cercle Bruges          | D1                     | 10         | -22         | CB              | 3               | -3              | -                  | -                  | -                  | -           | -           | -           | 13     | -25     |        |
| 2013-2014              | Cercle Bruges          | D1                     | 0+2        | 0+-6        | CB              | 0               | 0               | -                  | -                  | -                  | -           | -           | -           | 2      | -6      |        |
| Totale Cercle Bruges   | Totale Cercle Bruges   | Totale Cercle Bruges   | 37+12      | -57+-25     |                 | 6               | -4              |                    | 0                  | 0                  |             | -           | -           | 55     | -86     |        |
| 2014-2015              | MVV                    | 1D                     | 36         | -64         | CO              | 2               | -5              | -                  | -                  | -                  | -           | -           | -           | 38     | -69     |        |
| 2015-2016              | MVV                    | 1D                     | 32+4       | -55+-5      | CO              | 0               | 0               | -                  | -                  | -                  | -           | -           | -           | 36     | -60     |        |
| Totale MVV             | Totale MVV             | Totale MVV             | 68+4       | -119+-5     |                 | 2               | -5              |                    | -                  | -                  |             | -           | -           | 74     | -129    |        |
| 2016-2017              | Roeselare              | D2                     | 5+5        | -8+-13      | CB              | 1               | -3              | -                  | -                  | -                  | -           | -           | -           | 11     | -24     |        |
| 2017-2018              | Carl Zeiss Jena        | 3L                     | 12         | -27; 1      | CT              | 5               | -2              | -                  | -                  | -                  | -           | -           | -           | 17     | -29; 1  |        |
| 2018-2019              | Carl Zeiss Jena        | 3L                     | 29         | -48         | CG              | 1               | -4              | -                  | -                  | -                  | -           | -           | -           | 30     | -52     |        |
| 2019-2020              | Carl Zeiss Jena        | 3L                     | 32         | -67         | CT              | 2               | -2              | -                  | -                  | -                  | -           | -           | -           | 34     | -69     |        |
| Totale Carl Zeiss Jena | Totale Carl Zeiss Jena | Totale Carl Zeiss Jena | 73         | -142; 1     |                 | 8               | -8              |                    | -                  | -                  |             | -           | -           | 81     | -150; 1 |        |
| lug.-dic. 2020         | Lillestrøm             | 1D                     | 7          | -10         | -               | -               | -               | -                  | -                  | -                  | -           | -           | -           | 7      | -10     |        |
| gen.-giu. 2021         | Unterhaching           | 3L                     | 17         | -27         | CG              | -               | -               | -                  | -                  | -                  | -           | -           | -           | 17     | -27     |        |
| 2021-2022              | Duisburg               | 3L                     | 4          | -11         | CG              | 6               | -2              | -                  | -                  | -                  | -           | -           | -           | 10     | -13     |        |
| 2022-2023              | Sint-Truiden           | D1                     | 4          | -4          | CB              | 2               | -2              | -                  | -                  | -                  | -           | -           | -           | 6      | -6      |        |
| 2023-2024              | Sint-Truiden           | D1                     | 4          | -8          | CB              | 2               | -1              | -                  | -                  | -                  | -           | -           | -           | 6      | -9      |        |
| 2024-2025              | Sint-Truiden           | D1                     | 3          | -11         | CB              | 3               | -4              | -                  | -                  | -                  | -           | -           | -           | 6      | -15     |        |
| Totale Sint-Truiden    | Totale Sint-Truiden    | Totale Sint-Truiden    | 11         | -23         |                 | 7               | -7              |                    | -                  | -                  |             | -           | -           | 18     | -30     |        |
| Totale carriera        | Totale carriera        | Totale carriera        | 222+17     | -395+-43; 1 |                 | 30              | -29             |                    | 0                  | 0                  |             | -           | -           | 269    | -489    |        |